# George Washington Carver National Monument
Pour les articles homonymes, voir George Washington Carver et Carver.
Le George Washington Carver National Monument est un département du National Park Service située à Diamond (Missouri). Ce Monument national américain a été fondé le 14 juillet 1943. Le site préserve la maison de George Washington Carver, la maison de Moses Carver (en) et le Carver cemetery. Il propose un chemin dans la nature et un musée. Le site a une superficie de 85 ha.